# Harki

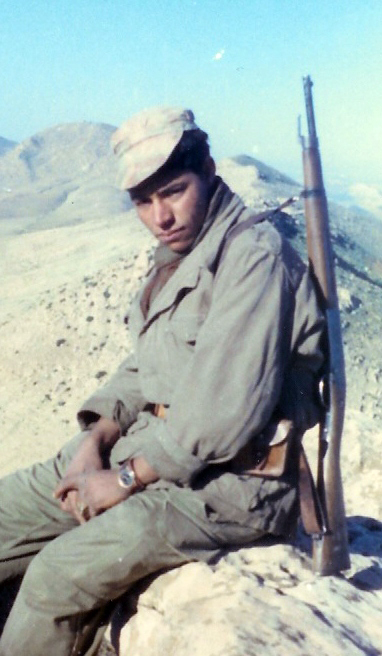
Un joven harki, en 1961.

La palabra harki (pronunciada [aʁki] en francés y [ħarki] en árabe) designa a un individuo que opera en una harka y su origen es la palabra árabe حركة haraka, que significa "movimiento". En Francia designa a los efectivos enrolados entre 1957 y 1962 para combatir al lado de Francia durante la guerra de Argelia.
Harki hace referencia por extensión a parte de los auxiliares integrados en el ejército francés durante la guerra de Argelia sin tener la condición de militar. Las harkas, formaciones de gran movilidad, se emplearon primero localmente para defender las aldeas, y luego se formaron en comandos ofensivos bajo la responsabilidad de oficiales franceses. Los harkis, como los demás auxiliares, obtienen la condición de excombatientes en Francia por una ley del 9 de diciembre de 1974 si viven en Francia y a partir del 23 de julio de 2010 si viven en Argelia.
Tras la guerra, solo 42.500 harkis finalmente encuentran refugio en la Francia metropolitana. Los harkis y sus descendientes representarían en 2012 entre 500.000 y 800.000 personas en Francia.
Un término derivado, "harkettes", se refiere a un pequeño grupo de mujeres combatientes anti-FLN en Argelia, que existieron desde 1957 hasta 1962, distintas de los harkis y su organización.

## Definición y uso
Un harki significa, en sentido estricto, un individuo que sirve en la Argelia colonial en una formación paramilitar, la harka. La palabra es un derivado del árabe حرك ("harka"), que significa movimiento y que se usa en el sentido de "grupo móvil".
Harki también hace referencia a algunos de los auxiliares (con los moghaznis, los grupos móviles de seguridad (GMS), los grupos de autodefensa (GAD), las unidades territoriales y los reservistas especiales) que participaron en el ejército francés de 1957 a 1962.
Por extensión, se llamó "harkis" a todos los argelinos partidarios del mantenimiento de la presencia francesa durante el conflicto armado. También sirve esta palabra para designar a la comunidad instalada en Francia en 1962 y que desciende de los harkis repatriados.

## Orígenes históricos
Los harkis surgieron en 1830, cuando algunas tribus de regiones colonizadas juraron lealtad a Francia. A partir de 1831, se crearon batallones de soldados "nativos" que participaron en las operaciones para conquistar Argelia junto a unidades metropolitanas. En 1856, se crearon tres regimientos de infantería argelinos en cada una de las provincias de la Argelia francesa y formaron parte integral del ejército francés. Estos soldados, llamados “tiralleurs” se distinguieron en la mayoría de las campañas del Segundo Imperio y la Tercera República. Fue entonces cuando nació el término “harki”.
Hacia finales de 1945 se despliegan en Argelia los harkis para contener la implantación de los independentistas argelinos.

## Los harkis durante la guerra de Argelia (1955-1962)
En enero de 1957, había solo 70 harkas oficiales, que agrupaban a 2.186 harkis. En un memorando de mayo de 1957 de la quinta oficina del estado mayor del mando conjunto superior, aparece la primera definición de harka: "La harka es una formación desplegada para operaciones específicas y por un tiempo limitado. […] La implementación de harkas debería tener lugar normalmente en el marco local. Por tanto, su participación en operaciones fuera de su ámbito de contratación debe ser excepcional y de duración limitada. Bajo ninguna circunstancia se deben desplegar las harkas de forma aislada”.
El general Challe comandó las fuerzas francesas desde finales de 1958. Estableció comandos de caza, que incluían un pequeño número de harkis y cuya misión principal era rastrear a las katibas del FLN. En un año, la fuerza aumenta de alrededor de 10.000 harkis a más de 60.000. El general de Gaulle acepta la propuesta de elevar el ejército al nivel necesario para defender todo el territorio, reclutando musulmanes en una escala masiva, aunque se opone firmemente a la integración de los musulmanes en las fuerzas francesas.

### Motivos para el alistamiento
El apoyo político a la "Argelia francesa" está casi ausente en las razones esgrimidas para el alistamiento, contrariamente al discurso retrospectivo de las autoridades francesas durante los homenajes oficiales a los harkis.
A menudo, el compromiso voluntario sigue al asesinato de un miembro de la familia del harki por los independentistas, o para huir de disputas con los combatientes de la resistencia. En este caso, se trata de un compromiso contra el FLN, más que a favor de Francia.
Otra motivación recurrente es la necesidad de dinero, un caso generalizado en particular entre los campesinos poco informados sobre el contexto político, a veces ni siquiera conscientes de que su país estaba en guerra. Otras personas se involucran por lealtad a un clan, aldea o familia. Muchos hombres jóvenes se unen a las harkas para quedar exentos del servicio militar y permanecer cerca de sus familiares.
Adicionalmente, el ejército francés obliga el alistamiento de un gran número de harkis.

### Dentro del ejército francés
Los harkis siempre se encuentran incorporados en unidades del ejército francés y comandados por soldados franceses. Los documentos del ejército exigen que un comandante sea "de origen europeo"; los soldados de origen argelino solo pueden alcanzar el rango de oficiales. El mando francés rechaza una estructuración de los auxiliares argelinos que pudiera convertirse en un "ejército argelino", dudando de las motivaciones políticas de los harkis.
La desconfianza del ejército francés de cara a los harkis integrados en sus fuerzas se traduce en varias medidas. Los harkis estaban inicialmente armados sistemáticamente con rifles de caza. A partir del 13 de mayo de 1958, en ocasiones recibían armas que aumentaban su potencial ofensivo, como rifles y metralletas, algo que estaba prohibido hasta entonces para evitar el robo de armas. Las armas se entregaban a los harkis para cada operación, pero las unidades francesas de origen europeo las guardaban entre operaciones. Los harkis no podían realizar operaciones solos, ni de iniciativa propia, para evitar el espionaje, el robo de armas y la deserción.
Los harkis cobraban inicialmente 750 F (14,94 €2012) por día de servicio. La retribución de los harkis aumenta a 8,25 M (13,61 €2019) en 1960, lo que constituye un sueldo aún más bajo que el de otros auxiliares. Por último, los harkis percibían un día y medio de vacaciones por cada mes de asistencia, atención gratuita para las lesiones y una prima por accidente de trabajo en caso de invalidez permanente.

### Tipos de harkas

#### Harkis de París
En Francia, la expresión “harkis de Paris” designa, durante la guerra de Argelia y desde el 20 de marzo de 1960, una “fuerza policial auxiliar” creada por el prefecto Maurice Papon, integrada por auxiliares de origen argelino.

#### Ralliés
Conformados por alrededor de 3.000 antiguos elementos del FLN capturados por el ejército francés y obligados a servir en el bando francés bajo pena de muerte. Forman un grupo aparte de harkis y son estrechamente vigilados por sus superiores.

#### Comandos de caza
Los harkis comenzaron a integrarse en los comandos de caza en 1959: su número nunca superó los 6.000 hombres. Los comandos de caza se crean para representar una especie de élite de combate.

#### Beni-Boudouanes
Integrada por miembros de la tribu de los Beni-Bouduanes, originaria del banco izquierdo del río Cheliff liderados por Said Boualam. Constituía una unidad de aproximadamente 1.500 hombres que escapaba del control del ejército francés, pero eran remunerados como los harkis y se beneficiaban de condiciones especiales de servicio.

#### Harkettes de Catinat
En enero de 1959, se creó una harka femenina en Catinat, con función de apoyo técnico.

## Los acuerdos de Evián
Después de que Francia optara por conceder la independencia a Argelia a partir de 1962, empezó la desmovilización y el desarme de los efectivos. Los acuerdos de Evián que sirvieron de marco para el proceso de autodeterminación no preveían nada sobre la protección o el futuro de los filofranceses en general ni de los harkis y sus familias en particular, aunque incluyeron una amnistía para los actos efectuados y las opiniones emitidas antes de la independencia. Sin embargo, el FLN no se consideró obligado por dichos acuerdos y las medidas de represión hacia los harkis (entre 70 000 y 160 000 fueron asesinados) obligaron a una gran parte de éstos a huir a Francia. Los amenazados por el nuevo régimen representaban una cifra enorme, cercana al millón de personas. Sin embargo, importantes restricciones del gobierno francés dificultaron el que estos harkis pudieran trasladarse a Francia. Se calcula que solo unos 90 000 pudieron trasladarse a la metrópoli, uniéndose al casi millón de pieds-noirs que llegaron a una Francia que no había previsto nada para acogerlos.

## Los harkis en Francia a partir de 1962

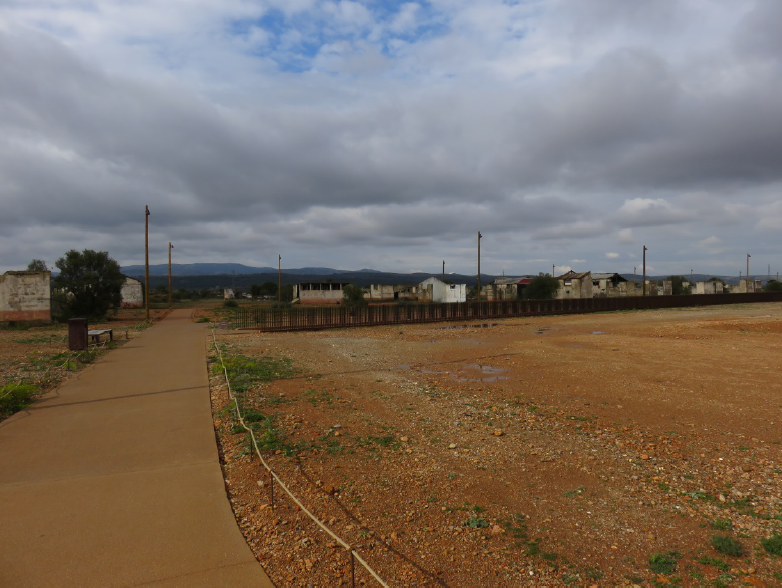
Campo de tránsito de Rivesaltes.

A finales de 1962, 20 000 harkis habían sido acogidos en los campos de refugiados militares en Francia y 3200 se enrolaron en el Ejército Francés. A finales de 1963, 42 000 musulmanes habían pasado por los campamentos. Se puede decir que solo 91 000 harkis y miembros de sus familias pudieron establecerse en Francia entre 1962 y 1968.

### Reubicación en Francia
Geográficamente las infraestructuras en las que los harkis fueron reubicados se encuentran la gran mayoría en el sur y sureste de Francia. Estos campos ya existían mucho antes de la llegada de los harkis, ya que eran antiguos campos militares que habían albergado otros colectivos. Las aldeas forestales fueron construidas en esta zona boscosa que sufrió en el verano de 1962 numerosos incendios y era necesario reforestarla. La proximidad de la costa mediterránea francesa benefició en gran medida los desplazamientos del colectivo hacia estas infraestructuras en un primer momento. Los harkis fueron reubicados en distintos campos e instalaciones en Francia.

#### Campos de tránsito y clasificación
La mayoría pertenecían al ejército y fueron cedidos para instalar a los harkis. En total fueron 6 los campos habilitados: Larzac (Puy-de-Dôme), Bourg-Lastic (Aveyron), La Rye (Vienne), Bias (Lot-et-Garonne), Rivesaltes (Pyrénées-Orientales) y Saint- Maurice-l’Ardoise (Gard).
Estos campos respondían a un doble uso. Por un lado, servirían como alojamiento temporal a los harkis y sus familias mientras esperaban a ser realojados en otras zonas. Por otro lado, se realizaría una clasificación de los recién llegados para decidir los siguientes pasos a tomar en su realojamiento.

#### Aldeas forestales

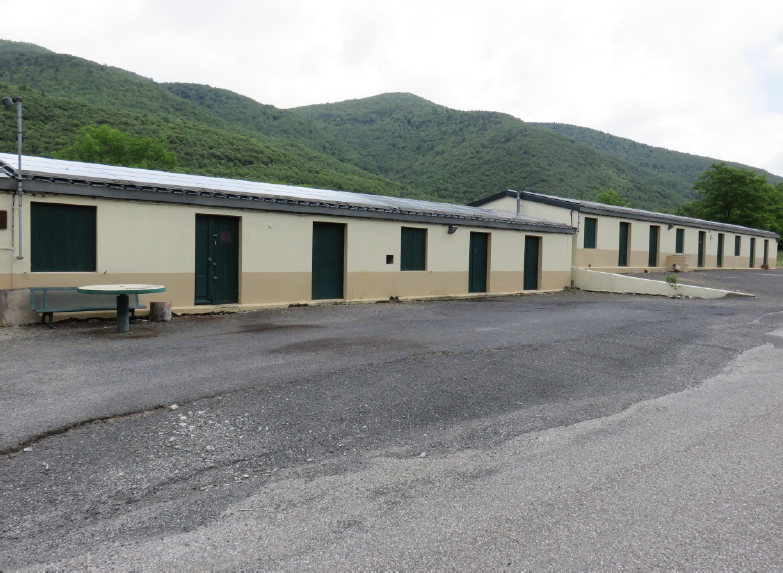
Edificio de la aldea forestal de La Pradelle.

Surgieron en el sur de Francia en el verano de 1962 por la necesidad de reforestar los bosques de esa zona afectados por los recientes incendios. Este proyecto fue definido por los ministerios de Agricultura, Finanzas y de Repatriados, con la contribución de la Association des anciens des affaires algériennes (AAAA).

#### Colonias urbanas
La Sociedad nacional de construcción de alojamientos para los trabajadores (Société nationale de construction de logements pour les travailleurs, SONACOTRA) se encargó de la construcción de estas colonias de casas prefabricadas para los harkis, que se incorporaron a puestos de trabajo en la zona industrial del norte de Francia.

## Estatus
En febrero de 1962, Jean Morin asegura que "La República Francesa mantendrá la nacionalidad francesa a todos aquellos que, en Argelia, la tienen actualmente y no manifiesten la voluntad de dejar de tenerla". El 13 de marzo de 1962, Michel Debré anunció que los musulmanes franceses en Argelia perderían automáticamente la ciudadanía francesa si permanecían en Argelia, pero que podrían recobrarla si regresaban a Francia después de la proclamación de la independencia argelina. Por tanto, para obtener la nacionalidad francesa, se debe residir en Francia y solicitar la reintegración ante un tribunal francés.
El artículo 2 de la Ordenanza núm. 62-825 de 21 de julio de 1962 dispone que, a partir del 1 de enero de 1963, "las personas con estatuto de derecho local originarias de Argelia, así como sus hijos, podrán, en Francia, ser reconocidos la nacionalidad francesa”.
Una ley del 20 de diciembre de 1966 especifica que "las personas en estatuto civil según la ley local, originarias de Argelia, retienen automáticamente la nacionalidad francesa si no se les ha conferido otra nacionalidad después del 3 de julio de 1962".
Los harkis reciben el estatus de antiguos combatientes en 1974.

### Legislación posterior
La Ley núm. 94-488 del 11 de junio de 1994, promulgada por el gobierno de Édouard Balladur y bajo la presidencia de François Mitterrand, en favor de los antiguos auxiliares argelinos y sus familias, dispone en el artículo 1: "La República Francesa da testimonio de su gratitud a los retornados antiguos miembros de formaciones auxiliares y asimilados o víctimas de cautiverio en Argelia por los sacrificios que han realizado".
La ley del 23 de febrero de 2005 establece las condiciones para el pago de una indemnización en reconocimiento de los servicios prestados y el sufrimiento causado a los harkis. Las asociaciones de harkis, incluida la Asociación Harkis et Droits de l'Homme cuestionan estas declaraciones porque la compensación solo corresponde a una pensión militar y no a una compensación adicional. Estas asociaciones también cuestionan los "aspectos positivos" de la colonización mencionados en el artículo 4 de la ley: el artículo fue derogado en enero de 2006. Mediante una sentencia en el caso Comité Harkis et Vérité c/ gouvernement français del 6 de abril de 2007, el Consejo de Estado juzga los artículos 6 y 9 de la ley del 23 de febrero de 2005 como contrarios al Convención Europea de Derechos Humanos. Estos dos artículos discriminan a las familias de los harkis en base al modo de adquisición de la nacionalidad del solicitante harki. La ley se modificó en diciembre de 2017 para tener en cuenta a los harkis que viven en Francia, pero que no han solicitado la nacionalidad francesa.

## Discriminación

### En Francia
El problema de la integración de los harkis en Francia tiene que ver con la incomodidad de este colectivo para la opinión pública. Ya que los harkis habían ayudado a la Francia colonial se les debía reconocimiento, pero también provocaban rechazo por el recuerdo de la guerra. Para los harkis, la cuestión de la inserción en Francia era cultural y socialmente más complicada que para otros colectivos (como los pied-noirs) repatriados a la metrópoli desde Argelia.
El abandono de los harkis por parte del Estado francés y las instrucciones dadas por las autoridades públicas de no realizar ninguna repatriación masiva de auxiliares argelinos son considerados por Maurice Allais como "una de las mayores vergüenzas de toda la historia. de Francia”. Asimismo, Dominique Schnapper, hija del intelectual francés Raymond Aron, escribe: “El episodio de los harkis constituye una de las páginas vergonzosas de la historia de Francia, como lo fueron la instauración del Estatuto de los judíos o la Redada del Velódromo de Invierno”.

### En Argelia
El Frente de Liberación Nacional (FLN) considera a los harkis como traidores o colaboradores desde los Acuerdos de Évian.
El 16 de junio de 2000, en una visita oficial a Francia, Abdelaziz Bouteflika declaró que el pueblo argelino "aún no estaba preparado" para aceptar el regreso de los harkis a Argelia. Compara a los harkis con los colaboracionistas franceses bajo la ocupación nazi.
En Argelia, la Ley n.° 99-07 del 5 de abril de 1999 establece en su artículo 68 que “perderán sus derechos cívicos y políticos, de acuerdo con la legislación vigente, las personas cuyas posiciones durante la revolución de liberación nacional fueran contrarias a los intereses de la patria y hayan tenido un comportamiento indigno".